# Corfu (Nueva York)
Corfu es una villa ubicada en el condado de Genesee en el estado estadounidense de Nueva York. En el año 2000 tenía una población de 795 habitantes y una densidad poblacional de 310 personas por km².

## Geografía
Corfu se encuentra ubicada en las coordenadas 42°57′31″N 78°24′14″O / 42.95861, -78.40389.

## Demografía
Según la Oficina del Censo en 2000 los ingresos medios por hogar en la localidad eran de $37.386, y los ingresos medios por familia eran $46.667. Los hombres tenían unos ingresos medios de $32.917 frente a los $23.571 para las mujeres. La renta per cápita para la localidad era de $15.909. Alrededor del 4.2% de la población estaban por debajo del umbral de pobreza.